# Capitaine de corvette (France)
Pour les articles homonymes, voir Capitaine de corvette.
Le grade de capitaine de corvette est un grade militaire utilisé dans la Marine nationale française.

## Généralités

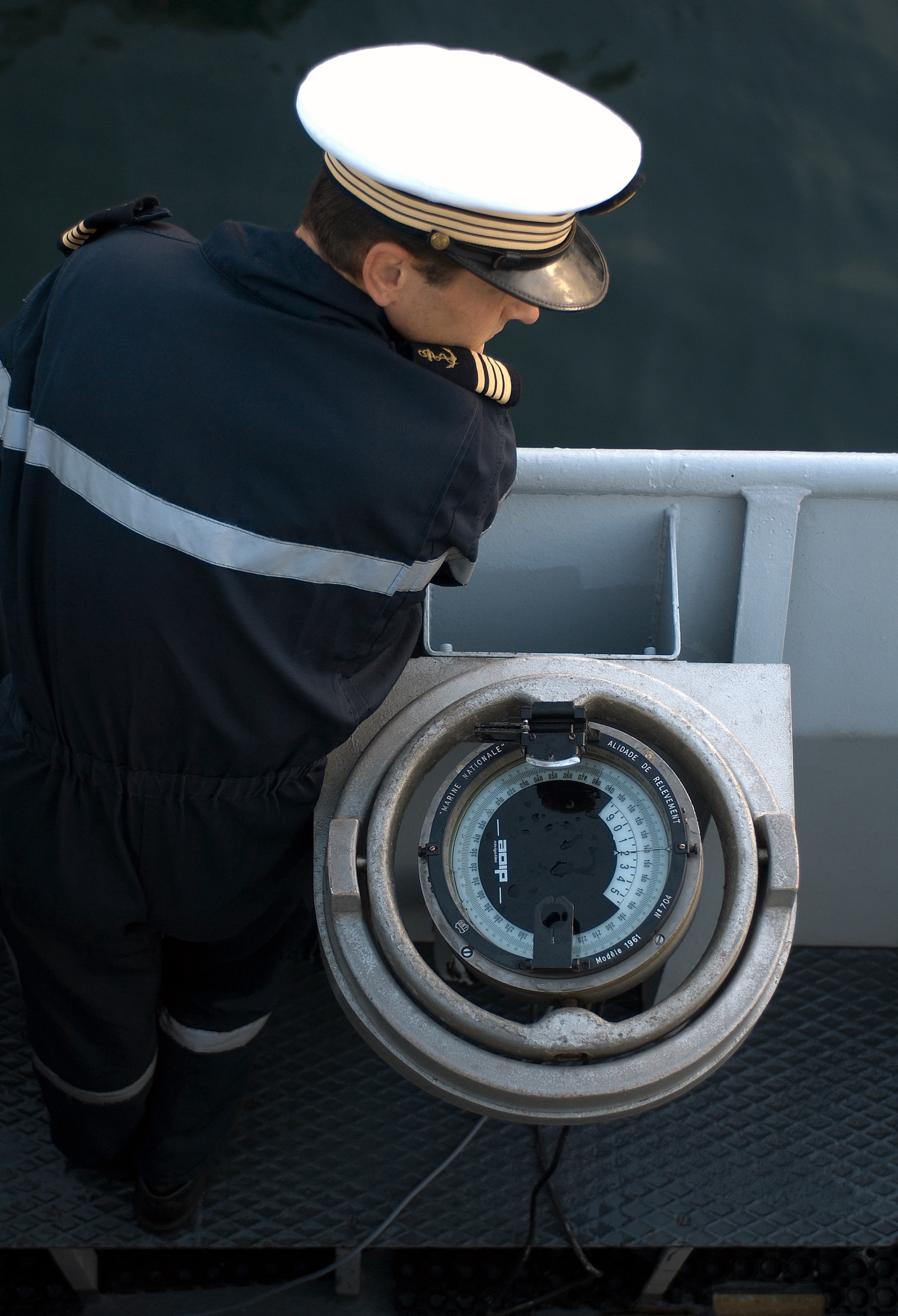
Un capitaine de corvette.

Capitaine de corvette est le premier grade du corps des officiers supérieurs, dans l'ordre hiérarchique ascendant. Son code OTAN est OF-3. Le capitaine de corvette, en abrégé « CC », peut assurer les fonctions de commandant de petits bâtiments de la Marine ou de commandant en second ou chef de service à bord d’un bâtiment plus important. Il peut également occuper des postes dans les établissements à terre ou en état-major. Il porte quatre galons « or », dont l’un est séparé des trois autres.
On s’adresse à lui en disant « Commandant ». Dans l'argot de la Marine, on appelle un capitaine de corvette un « corvettard ».

## Historique
Le grade de capitaine de corvette est relativement récent puisqu'il n'a été créé qu'en 1831.
A l'époque de la marine à voile, une corvette est un voilier à trois mats, plus petit qu'une frégate et généralement chargées de missions de découverte, de liaison  et de transmission des ordres. La corvette peut également  escorter les convois, Sous l'ancien régime elle étaient commandées par des officiers du grade de lieutenant de vaisseau.

## Équivalences

### Forces armées françaises
Ce grade est équivalent à :
- commandant dans l'Armée de l'air française ;
- commandant, chef de bataillon ou chef d'escadron(s)[d] dans l'Armée de terre française et la Gendarmerie nationale française.

### Marines étrangères
- Marine allemande : Korvettenkapitän.
- Force navale belge : capitaine de corvette.
- Marine royale canadienne : capitaine de corvette (lieutenant commander en langue anglaise du Canada).
- Marine espagnole : capitán de corbeta.
- Composantes maritimes des forces armées des États-Unis : lieutenant commander.
- Marine italienne : capitano di corvetta.
- Marines des pays anglophones : lieutenant commander.